# S-Bahn Argovia
S-Bahn Argovia (en alemán: S-Bahn Aargau) es una red ferroviaria de S-Bahn o tren de cercanías del cantón suizo de Argovia.

## Historia
La red S-Bahn Argovia se puso en servicio con el cambio de horarios de diciembre de 2008 con el objeto de integrar los servicios de trenes regionales que existían en el cantón.
Esta red es complementaria además a otras redes de S-Bahn que existen en ln centro de Suiza (S-Bahn Lucerna/Zug), Basilea (S-Bahn Basilea) o Zúrich (S-Bahn Zúrich). A las líneas pertenecientes a esta red se les han asignado los números superiores a 20 para evitar confusiones con otras líneas de otros S-Bahn, a excepción de la línea S 14 Menziken – Aarau – Schöftland.

## Líneas
- S 14: Menziken – Aarau – Schöftland.

Cuenta con una frecuencia de lunes a sábado cada 15 minutos hasta las 21:00, cuando pasa a ser de 30 minutos. Los domingos tiene una frecuencia de media hora durante todo el día.
Está operado por Wynental- und Suhrentalbahn, bajo la marca AAR bus+bahn
- S 23: Langenthal – Olten – Aarau – Lenzburg – Brugg – Baden

Frecuencias cada hora todos los días. Existen frecuencias adicionales en las horas punta de lunes a viernes entre Lenzburg y Brugg.
Operado por SBB-CFF-FFS
- S 26: Aarau/Lenzburg – Wohlen – Muri – Rotkreuz

Frecuencias diarias cada hora entre Aarau y Rotkreuz, y entre Lenzburg y Rotkreuz, programadas de tal manera que existen frecuencias de media hora en el tramo Wohlen - Rotkreuz. Además existen trenes adicionales entre Lenzburg y Muri.
Operado por SBB-CFF-FFS
- S 27: Baden – Waldshut/Bad Zurzach

Frecuencias diarias cada media hora hasta la medianoche.
Operado por SBB-CFF-FFS
- S 28: Zofingen - Suhr – Lenzburg.

Frecuencias diarias cada hora hasta la medianoche, que se reducen de lunes a viernes a 30 minutos.
Operado por SBB-CFF-FFS
- S 29: Langenthal – Olten –) Aarau – Wildegg – Brugg – Turgi.

Frecuencias diarias cada hora hasta la medianoche, que se complementan de lunes a viernes con nueve servicios semidirectos entre Langenthal y Turgi.
Operado por SBB-CFF-FFS